# Gran Premio d'Italia
Le Gran Premio d'Italia est une course hippique de plat se déroulant au mois de juin sur l'Hippodrome de San Siro, à Milan (Italie).
Créée en 1921, elle a acquis le statut de groupe I jusqu'en 1995, avant d'être rétrogradée au rang de listed-race. Elle se courait sur la distance de 2 400 mètres et était réservée aux poulains de 3 ans.

## Palmarès depuis 1984-1995
| Année | Vainqueur       | Pays        | Père           | Jockey             | Entraîneur         | Propriétaire        | Temps   |
| ----- | --------------- | ----------- | -------------- | ------------------ | ------------------ | ------------------- | ------- |
| 1995  | Posidonas       | Royaume-Uni | Slip Anchor    | Richard Hughes     | Paul Cole          | Athos Christodoulou | 2'33"00 |
| 1994  | Close Conflict  | Royaume-Uni | High Estate    | John A. Reid       | Peter Chapple-Hyam | Robert Sangster     | 2'36"60 |
| 1993  | Right Win       | Royaume-Uni | Law Society    | John A. Reid       | Richard Hannon     | Conal Kavanagh      | 2'28"70 |
| 1992  | Masad           | Italie      | Sadler's Wells | Frankie Dettori    | Luca Cumani        | Gabriella Zanocchio | 2'30"00 |
| 1991  | Pigeon Voyageur | France      | Saint-Estèphe  | Thierry Jarnet     | André Fabre        | Paul de Moussac     | 2'30"00 |
| 1990  | Dashing Blade   | Royaume-Uni | Elegant Air    | Brian Rouse        | Ian Balding        | Jeff Smith          | 2'29"20 |
| 1989  | Yellow King     | Italie      | King's Lake    | Gianfranco Dettori | Alduino Botti      | Scuderia Siba       | 2'29"80 |
| 1988  | Welsh Guide     | Italie      | Caerleon       | Vittorio Panici    | Michael Jarvis     | L. Monaldi          | 2'31"20 |
| 1987  | Ibn Bey         | Royaume-Uni | Mill Reef      | Richard Quinn      | Paul Cole          | Prince Fahd Salman  | 2'25"60 |
| 1986  | El Cuite        | Royaume-Uni | Vaguely Noble  | Steve Cauthen      | Henry Cecil        | Cheikh Al Maktoum   | 2'39"40 |
| 1985  | St Hilarion     | Royaume-Uni | Sir Ivor       | Greville Starkey   | Guy Harwood        | Athos Christodoulou | 2'27"90 |
| 1984  | Welnor          | Italie      | Welsh Pageant  | A. Marcialis       | Gaetano Benetti    | Scuderia Concarena  | 2'38"70 |